# Stéphane de Bésombes
Pour les articles homonymes, voir Besombes.
Pas d'image ? Cliquez ici

a Compétitions nationales et continentales officielles uniquement.

b Matchs officiels uniquement.
Dernière mise à jour le 17 février 2024.
Stéphane de Besombes, né le 2 janvier 1972 à Perpignan (Pyrénées-Orientales) est un joueur français de rugby à XV.

## Biographie
Stéphane de Besombes Singla est le fils de Pierre de Besombes Singla, ancien notaire et maire de L'Albère (66).
Il a joué avec l'équipe de France, évoluant au poste de pilier (1,80 m pour 114 kg). Il a disputé 35 matchs en compétitions européennes, dont 20 en Coupe d'Europe de rugby à XV avec Perpignan et 15 en Challenge européen avec Perpignan et Castres.
Il est titulaire lors de la finale de Championnat de France 1998 avec l'USA Perpignan contre le Stade Français Paris. Les Catalans s'inclinent 34 à 7.
Le 11 novembre 1998, il joue avec les Barbarians français contre l'Argentine à Bourgoin-Jallieu. Les Baa-Baas s'imposent 38 à 30.
Le 24 mai 2003, il est remplaçant avec l'USA Perpignan en finale de la Coupe d'Europe au Lansdowne Road de Dublin face au Stade toulousain. Il entre à la 61e à la place de Nicolas Mas, mais les Catalans ne parviennent pas à s'imposer, s'inclinant 22 à 17 face aux Toulousains qui remportent le titre de champions d'Europe.

### En équipe de France
Stéphane de Besombes dispute son premier test match avec l'équipe de France le 13 juin 1998 contre l'équipe d'Argentine (Entré à la 75e à la place de Franck Tournaire), et le dernier contre l'équipe des Fidji, le 27 juin 1998 (Entré à la 67e à la place de Cédric Soulette).

## Palmarès

### En club
- Vainqueur de la Coupe Frantz Reichel en 1992 avec l'USA Perpignan (titre partagé avec Grenoble).
- Vainqueur du Challenge Yves Du Manoir en 1994 avec l'USA Perpignan.
- Finaliste du Championnat de France de première division en 1998 avec l'USA Perpignan.
- Finaliste de la Coupe d'Europe en 2003 avec l'USA Perpignan.

### En équipe de France
- Sélection en équipe nationale : 2
- Sélections par année : 2 en 1998